# 伊戈尔·沃尔克
伊戈尔·彼得罗维奇·沃尔克（俄语：Игорь Петрович Волк，羅馬化：Igor Petrovich Volk；1937年4月12日—2017年1月3日）是苏联宇航员。

## 试飞员
1956年毕业于基洛沃格勒飞行员军事航空学校，之后在蘇聯空軍服役，成为飞行员。1965年毕业于费多托夫试飞员学校后加入格罗莫夫飞行研究所。他试飞过80多种不同类型的飞机，累计飞行时间超过7000多小时。他是第一个在高超临界攻角（约90°）测试飞机的试飞者，并熟练掌握普加乔夫眼镜蛇机动等战术特技。

## 联盟T-12
1977年7月12日，伊戈尔参加“暴风雪号”航天项目专业筹备组。试验过程中，他在飞船中完成了5个滑行和13次飞行。最后，他被确定为联盟T-12飞船的任务队员。他的同伴是贾尼别科夫和萨维茨卡娅。这是前往禮炮七號的第7次远征任务。他的身份是研究宇航员，其中的一项重要任务是评估长时间飞行对飞行员起飞及降落能力的影响（以证明沃尔克驾驶暴風雪號穿梭機的能力）。
1984年7月17日，联盟T-12飞船成功升空，与礼炮7号空间站及联盟T-10飞船联合体对接。7月25日，沃尔克留在舱内，贾尼别科夫和萨维茨卡娅共同完成了人类首次太空焊接、切割等作业，萨维茨卡娅成为世界上第一位在太空行走的女性。他和同伴一共在太空度过了11昼夜19小时14分钟36秒。
据悉，他和贾尼别科夫在乘坐联盟号上天前，按规定不能携带超过计算重量的用品。为了把心爱的酸黄瓜和白兰地带上天，两人在起飞前一周忍饥挨饿，只吃面包和茶，饿瘦了近2公斤。起飞前，他们在穿宇航服时利用空隙，偷偷把酒和酸黄瓜等夹带品带上了天。

## 退役
1995年退役。之后经常参加一些社会活动、公益事业。2008年冬曾赴黑龙江看中医，治疗腰间盘突出等骨病。
沃尔克已婚，育有两个孩子。2017年1月3日在保加利亚普罗夫迪夫度假期间逝世。

## 荣誉
俄罗斯联邦
- 四级祖国功勋勋章（1997年4月11日）
- 太空探索優異獎章（2011年4月12日）

苏联

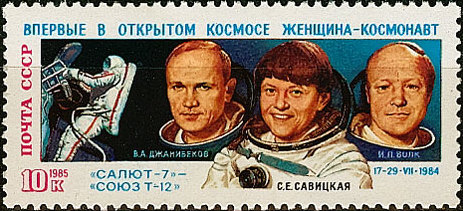
1985年邮票

- 蘇聯英雄荣誉称号、金星奖章及列寧勳章（1984年7月29日）
- 苏联宇航员荣誉称号
- 苏联功勋试飞员荣誉称号（1983年8月18日）
- 劳动红旗勋章（1974年3月25日）
- 各民族人民友谊勋章（1990年12月30日）
- 茹科夫斯基荣誉市民（1986年7月25日）